# 英国国防电子元件局
英國國防電子元件局（英語：DE&S Deca）是英國國防部下屬的一個執行機構。英國國防電子元件局成立於2015年4月，前身是國防支援集團的空軍部門，該集團的其餘部分被出售給巴布考克國際集團後保留了該部門。

## 概述
英國國防電子元件局為各種航空電子設備提供維護、修理、大修、升級和報廢服務。它最近被宣佈為全球維修中心，為洛克希德·馬丁公司的F-35閃電II戰鬥機之航空電子設備和飛機部件提供維護、修理、大修和升級服務。
英國國防電子元件局的主要基地位於弗林特郡迪賽德。它也在斯塔福德設有辦事處。